# Västra Frölunda Idrottsförening
Il Västra Frölunda Idrottsförening, meglio noto come Västra Frölunda IF, è una società calcistica svedese con sede nella città di Göteborg.

## Storia
Fondato nel gennaio del 1930, ha vissuto importanti stagioni verso la fine degli anni ottanta e gli inizi degli anni novanta quando ha giocato per dieci anni nell'Allsvenskan, raggiungendo un quinto posto, miglior risultato di sempre, nella stagione 1998.
Vanta un settore giovanile particolarmente apprezzato in patria.

## Stadio
Il Ruddalens IP, che ospita le partite interne, ha una capacità di circa 5.000 spettatori.

## Palmarès

### Competizioni nazionali
- Division 2: 1

1986

### Altri piazzamenti
- Division 1:

Vittoria play-off: 1991